# دارینگتون هابسون
دارینگتون هابسون (انگلیسی: Darington Hobson؛ زادهٔ ۲۹ سپتامبر ۱۹۸۷) بازیکن بسکتبال اهل ایالات متحده آمریکا است.
از باشگاه‌هایی که در آن بازی کرده‌است می‌توان به میلواکی باکس اشاره کرد.